# 横河ソリューションサービス
横河ソリューションサービス株式会社（よこがわそりゅーしょんさーびす、Yokogawa Solution Service Corporation）は、工業計器やプロセス制御システムの販売、保守サービスを行う日本の会社である。

世界第6位・国内最大手の工業計器・プロセス制御機器メーカーである横河電機の完全子会社で、同社の営業部門を分社化し、情報系、メンテナンス系子会社を統合して発足した。

横河電機の営業を含むサービス系事業の機能を一手に担っている。

## 概要
横河ソリューションサービスは、横河電機が100％出資する完全子会社であるが、2013年に横河電機本体の機能分割で発足した会社であり、子会社というよりは、事業上は親会社とほぼ一体化している。
横河電機本体の営業・販売部門に、情報系子会社の横河ソリューションズ、保守サービス・計装工事系子会社の横河フィールドエンジニアリングサービスを統合し、製品の販売に加えて、バージョンアップが必要なシステムメンテナンスや、設備の保守サービス、機器やシステムの更新の提案、といった継続性のある事業領域の拡大・強化を目的に誕生した。
YOKOGAWAグループの中では、中核の横河電機や、実質的に独立企業となっているGEヘルスケア・ジャパン（旧・GE横河メディカルシステム）に次ぐ事業規模になっている。
横河電機の営業部門の他に、複数の子会社を統合しているため、旧・東燃系や、旧・北辰電機製作所系の事業をも引き継いでいる。

## 沿革
- 1915年：建築家・工学博士の横河民輔が、東京府渋谷町に電気計測の研究所を設立。
- 1920年：株式会社組織とし、株式会社横河電機製作所設立。
- 1975年：世界初の分散型制御システム、総合計装制御システム「CENTUM」を発表。
- 1983年：株式会社横河電機製作所と株式会社北辰電機製作所が合併し、横河北辰電機株式会社が発足。
- 1986年：横河電機株式会社に社名変更。
- 1999年：横河ワイ・エフ・イー株式会社設立。
- 2000年：横河ワイ・エフ・イー株式会社は、横河シスコン株式会社より工事ビジネスを譲受。
- 2003年：横河情報システムズ株式会社を発足。
- 2004年：横河ワイ・エフ・イー株式会社に横河エンジニアリングサービス株式会社を合併し、横河フィールドエンジニアリングサービス株式会社に社名変更。
- 2005年：横河電機株式会社は、海外事業の統括会社Yokogawa Electric International Pte. Ltd.をシンガポールに設立。
- 2006年：横河制御エンジニアリング株式会社を発足。
- 2008年：横河情報システムズ株式会社が横河制御エンジニアリング株式会社と合併し、横河ソリューションズ株式会社に社名変更。
- 2010年：測定器ビジネスを横河メータ＆インスツルメンツ株式会社（現・横河計測株式会社）に移管 。
- 2013年：横河電機株式会社の営業部門、横河ソリューションズ株式会社、横河フィールドエンジニアリングサービス株式会社の1部門2社が統合し、横河ソリューションサービス株式会社が発足。
- 2016年：KBC Advanced Technologies plcを買収